# Teracotona sordida
Teracotona sordida är en fjärilsart som beskrevs av Rothschild 1917. Teracotona sordida ingår i släktet Teracotona och familjen björnspinnare. Inga underarter finns listade i Catalogue of Life.